# Hoa hậu Hoàn vũ Việt Nam 2025
Hoa hậu Hoàn vũ Việt Nam 2025 (Tiếng Anh: Miss Cosmo Vietnam 2025) là cuộc thi Hoa hậu Hoàn vũ Việt Nam lần thứ 7 do Công ty Cổ phần Hoàn vũ Sài Gòn (Unicorp) tổ chức. Đêm chung kết đã được tổ chức vào ngày 21 tháng 6 năm 2025 tại Paradise Resort, Hòn Miễu, thành phố Nha Trang, tỉnh Khánh Hòa, chủ đề của cuộc thi là SHOOT FOR THE MOON - Săn trăng. Hoa hậu Hoàn vũ Việt Nam 2023 - Bùi Thị Xuân Hạnh đến từ Ninh Bình đã trao lại vương miện cho người kế nhiệm là Nguyễn Hoàng Phương Linh đến từ Thành phố Hồ Chí Minh.

## Kết quả

### Thứ hạng
| Kết quả                                                 | Thí sinh | Vị trí Quốc tế                                    |
| ------------------------------------------------------- | --- | ------------------------------------------------- |
| Hoa hậu Hoàn vũ Việt Nam 2025 (Miss Cosmo Vietnam 2025) | - Thành phố Hồ Chí Minh – Nguyễn Hoàng Phương Linh | - TBA – Hoa hậu Hoàn vũ Quốc tế 2025              |
| Á hậu                                                   | - Phú Thọ – Đỗ Cẩm Ly |                                                   |
| Top 5                                                   | - Gia Lai – Hoàng Kim Ngân - Huế – Trương Quí Minh Nhàn - Vĩnh Long – Nguyễn Thị Thùy Vi |                                                   |
| Top 10                                                  | - Vĩnh Long – Hồ Nguyễn Huế Anh - Hải Phòng – Mai Anh - Đà Nẵng – Ngô Thị Mỹ Hải - Ninh Bình – Lê Thu Hòa § |                                                   |
| Top 10                                                  | - Thành phố Hồ Chí Minh – Phạm Huỳnh Thủy Tiên | - Chiến thắng – Hoa hậu Châu Á tại Australia 2016 |
| Top 20                                                  | - Bắc Ninh – Nguyễn Lan Anh - Hưng Yên – Bùi Thị Linh - Khánh Hòa – Phạm Thị Diễm Nhi - Quảng Ngãi – Huỳnh Ngọc Kim Ngân - Hà Nội – Đào Minh Tâm - Cần Thơ – Mai Dạ Thảo - Đà Nẵng – Nguyễn Bùi Uyên Thảo - Đắk Lắk – Đinh Thị Triều Tiên - Nghệ An – Nguyễn Thị Quỳnh Trang - Thành phố Hồ Chí Minh – Nguyễn Đặng Thanh Tuyền |                                                   |

§: Thí sinh được vào thẳng Top 10 do nhận được nhiều phiếu bình chọn từ khán giả nhất.

### Thứ tự công bố
| 1. Hoàng Kim Ngân 2. Mai Anh 3. Nguyễn Thị Quỳnh Trang 4. Nguyễn Đặng Thanh Tuyền 5. Ngô Thị Mỹ Hải 6. Đỗ Cẩm Ly 7. Nguyễn Thị Thùy Vi 8. Nguyễn Bùi Uyên Thảo 9. Mai Dạ Thảo 10. Lê Thu Hòa 11. Nguyễn Hoàng Phương Linh 12. Hồ Nguyễn Huế Anh 13. Huỳnh Ngọc Kim Ngân 14. Trương Quí Minh Nhàn 15. Bùi Thị Linh 16. Đào Minh Tâm 17. Phạm Huỳnh Thủy Tiên 18. Nguyễn Lan Anh 19. Phạm Thị Diễm Nhi 20. Đinh Thị Triều Tiên | 1. Hoàng Kim Ngân 2. Mai Anh 3. Đỗ Cẩm Ly 4. Phạm Huỳnh Thủy Tiên 5. Nguyễn Hoàng Phương Linh 6. Lê Thu Hòa 7. Trương Quí Minh Nhàn 8. Hồ Nguyễn Huế Anh 9. Nguyễn Thị Thùy Vi 10. Ngô Thị Mỹ Hải | 1. Trương Quí Minh Nhàn 2. Đỗ Cẩm Ly 3. Nguyễn Thị Thùy Vi 4. Hoàng Kim Ngân 5. Nguyễn Hoàng Phương Linh | 1. Nguyễn Hoàng Phương Linh 2. Đỗ Cẩm Ly |

## Ban giám khảo
| Họ tên                        | Danh hiệu, nghề nghiệp                                                                    | Vai trò    |
| ----------------------------- | ----------------------------------------------------------------------------------------- | ---------- |
| Huỳnh Thị Quỳnh Hoa           | Thạc sĩ, Người dẫn chương trình, Ca sĩ                                                    | Thành viên |
| Võ Hoàng Yến                  | Giải Vàng Siêu mẫu Việt Nam 2008 Á hậu 1 Hoa hậu Hoàn vũ Việt Nam 2008                    | Thành viên |
| H'Hen Niê                     | Hoa hậu Hoàn vũ Việt Nam 2017 Top 5 Hoa hậu Hoàn vũ 2018                                  | Thành viên |
| Nguyễn Trần Khánh Vân         | Giải Bạc Siêu mẫu Việt Nam 2018 Hoa hậu Hoàn vũ Việt Nam 2019 Top 21 Hoa hậu Hoàn vũ 2020 | Thành viên |
| Ketut Permata Juliastrid Sari | Hoa hậu Hoàn vũ Quốc tế 2024                                                              | Thành viên |
| Lê Thanh Hòa                  | Nhà thiết kế                                                                              | Thành viên |
| Nguyễn Hoàng Vũ               | Doanh nhân                                                                                | Thành viên |

## Các giải thưởng phụ
| Giải phụ                      | Thí sinh                                          |
| Người đẹp Biển                | - Vĩnh Long – Nguyễn Thị Thùy Vi                  |
| Người đẹp Áo dài              | - Cà Mau – Đoàn Ngọc Trân                         |
| Người đẹp Thể thao            | - Hải Phòng – Mai Anh                             |
| Người đẹp Tài năng            | - Thành phố Hồ Chí Minh – Phạm Huỳnh Thủy Tiên    |
| Người đẹp Ảnh                 | - Gia Lai – Hoàng Kim Ngân                        |
| Người đẹp Bản lĩnh            | - Bắc Ninh – Nguyễn Thu Hà                        |
| Người đẹp Thời trang          | - Thành phố Hồ Chí Minh – Nguyễn Đặng Thanh Tuyền |
| Người đẹp Truyền thông        | - Huế – Trương Quí Minh Nhàn                      |
| Người đẹp Thân thiện          | - Hải Phòng – Phạm Thị Minh Huệ                   |
| Người đẹp được yêu thích nhất | - Ninh Bình – Lê Thu Hòa                          |
| Cosmo Social Ambassador Award | - Hà Nội – Đào Minh Tâm                           |
| Cosmo Best Face Award         | - Gia Lai – Hoàng Kim Ngân                        |
| Cosmo Best Body Award         | - Vĩnh Long – Nguyễn Thị Thùy Vi                  |
| Cosmo Best Smile Award        | - Phú Thọ – Đỗ Cẩm Ly                             |

### Giải thưởng phụ chính thức

#### Người đẹp Biển
| Kết quả     | Thí sinh |
| Chiến thắng | - Vĩnh Long – Nguyễn Thị Thùy Vi |
| Top 5       | - Hải Phòng – Mai Anh - Bắc Ninh – Nguyễn Lan Anh - Đà Nẵng – Ngô Thị Mỹ Hải - Gia Lai – Hoàng Kim Ngân |
| Top 12      | - Hải Phòng – Nguyễn Thị Quỳnh Anh - Quảng Ngãi – Phạm Phan Y Hạ - Hải Phòng – Phạm Thị Minh Huệ - Phú Thọ – Đỗ Cẩm Ly - Huế – Trương Quí Minh Nhàn - Thành phố Hồ Chí Minh – Phạm Huỳnh Thủy Tiên - Cà Mau – Đoàn Ngọc Trân |

#### Người đẹp Tài năng
| Kết quả     | Thí sinh |
| Chiến thắng | - Thành phố Hồ Chí Minh – Phạm Huỳnh Thủy Tiên |
| Top 5       | - Hải Phòng – Mai Anh - Thành phố Hồ Chí Minh – Nguyễn Hoàng Phương Linh - Phú Thọ – Đỗ Cẩm Ly - Huế – Trương Quí Minh Nhàn                        |
| Top 10      | - Vĩnh Long – Hồ Nguyễn Huế Anh - Đà Nẵng – Ngô Thị Mỹ Hải - Hải Phòng – Phạm Thị Minh Huệ - Khánh Hòa – Phạm Thị Diễm Nhi - Hà Nội – Đào Minh Tâm |

#### Người đẹp Thời trang
| Kết quả     | Thí sinh |
| Chiến thắng | - Thành phố Hồ Chí Minh – Nguyễn Đặng Thanh Tuyền |
| Top 6       | - Gia Lai – Hoàng Kim Ngân - Huế – Trương Quí Minh Nhàn - Cần Thơ – Mai Dạ Thảo - Đắk Lắk – Đinh Thị Triều Tiên - Hà Nội – Bùi Thị Thu Trang                                                              |
| Top 12      | - Hải Phòng – Mai Anh - Đà Nẵng – Ngô Thị Mỹ Hải - Thành phố Hồ Chí Minh – Nguyễn Hoàng Phương Linh - Phú Thọ – Đỗ Cẩm Ly - Thành phố Hồ Chí Minh – Phạm Huỳnh Thủy Tiên - Vĩnh Long – Nguyễn Thị Thùy Vi |

#### Người đẹp Bản lĩnh
| Kết quả     | Thí sinh |
| Chiến thắng | - Bắc Ninh – Nguyễn Thu Hà |
| Top 5       | - Thành phố Hồ Chí Minh – Nguyễn Hoàng Phương Linh - Phú Thọ – Đỗ Cẩm Ly - Khánh Hòa – Phạm Thị Diễm Nhi - Đắk Lắk – Mlô H Senaivi |
| Top 20      | - Vĩnh Long – Hồ Nguyễn Huế Anh - Bắc Ninh – Nguyễn Lan Anh - Hải Phòng – Nguyễn Thị Quỳnh Anh - Đồng Nai – Lê Kim Quế Đan - Lào Cai – Nguyễn Hương Giang - Ninh Bình – Lê Thu Hòa - Thành phố Hồ Chí Minh – Nguyễn Yến Linh - Gia Lai – Hoàng Kim Ngân - Quảng Ngãi – Huỳnh Ngọc Kim Ngân - Huế – Trương Quí Minh Nhàn - Bắc Ninh – Nguyễn Lê Hà Phương - Đà Nẵng – Nguyễn Bùi Uyên Thảo - Đắk Lắk – Đinh Thị Triều Tiên - Nghệ An – Nguyễn Thị Quỳnh Trang - Vĩnh Long – Nguyễn Thị Thùy Vi |

#### Người đẹp được yêu thích nhất
Thí sinh chiến thắng giải thưởng Người đẹp được yêu thích nhất sẽ tiến thẳng Top 10.
| Kết quả     | Thí sinh                         | Điểm bình chọn |
| Chiến thắng | - Ninh Bình – Lê Thu Hòa         | 3,980,627      |
| Top 5       | - Bắc Ninh – Nguyễn Lan Anh      | 3,802,525      |
| Top 5       | - Gia Lai – Hoàng Kim Ngân       | 2,800,207      |
| Top 5       | - Khánh Hòa – Phạm Thị Diễm Nhi  | 1,286,449      |
| Top 5       | - Bắc Ninh – Nguyễn Lê Hà Phương | 526,094        |

#### Cosmo Social Ambassador
Thí sinh chiến thắng giải thưởng Cosmo Social Ambassador sẽ tiến thẳng Top 20.
| Kết quả     | Thí sinh |
| Chiến thắng | - Hà Nội – Đào Minh Tâm |
| Top 5       | - Quảng Ngãi – Bùi Thị Thục Hiền - Hưng Yên – Bùi Thị Linh - Thành phố Hồ Chí Minh – Nguyễn Yến Linh - Nghệ An – Nguyễn Thị Quỳnh Trang |

#### Trang phục diễu hành đẹp nhất
| Kết quả                             | Trình diễn                                | Trang phục               | Nhà thiết kế                          |
| Chiến thắng                         | - Hà Nội – Bùi Thị Thu Trang              | - Hoàng Vũ Yến           | - Nguyễn Duy Hậu                      |
| Giải nhì                            | - Thành phố Hồ Chí Minh – Nguyễn Yến Linh | - Cosmic Bloom           | - Andy Vo                             |
| Giải ba                             | - Hà Nội – Trần Hoàng Anh Phương          | - Thiên Mã Chi Vũ        | - Nguyễn Nhựt Duy                     |
| Top 15                              | - Gia Lai – Hoàng Kim Ngân                | - Nắng Trên Nan          | - Nguyễn Tuấn Kiệt                    |
| Top 15                              | - Quảng Ngãi – Bùi Thị Thục Hiền          | - Quang Diễm Hội         | - Huỳnh Thành Phát                    |
| Top 15                              | - Phú Thọ – Đỗ Cẩm Ly                     | - In The Dark            | - Nguyễn Quốc Đạt                     |
| Top 15                              | - Huế – Trương Quí Minh Nhàn              | - Ngọt Vải               | - Nguyễn Lan Anh                      |
| Top 15                              | - Đắk Lắk – Đinh Thị Triều Tiên           | - Chắk Tứk Chôl Chnăm    | - Danh Tính                           |
| Top 15                              | - Nghệ An – Lê Khánh Chi                  | - Wings of Eternal Flame | - Đoàn Phúc Thiện                     |
| Top 15                              | - Cần Thơ – Vương Tú Vy                   | - Sếu Phương Nam         | - Huy Nguyễn                          |
| Top 15                              | - Cần Thơ – Mai Dạ Thảo                   | - Vũ Sứa Quang           | - Nguyễn Duy Hậu và Nguyễn Hoàng Long |
| Top 15                              | - Thanh Hóa – Nguyễn Thị Trâm Anh         | - Khảm Vũ                | - Nguyễn Việt Hưng                    |
| Top 15                              | - Bắc Ninh – Nguyễn Lê Hà Phương          | - Mỹ Nghệ Ốc             | - Lê Quang Thắng                      |
| Top 15                              | - Đà Nẵng – Ngô Thị Mỹ Hải                | - Chiếu Mơ Định Yên      | - Bùi Công Thiên Bảo                  |
| Top 15                              | - Khánh Hòa – Phạm Thị Diễm Nhi           | - Quyền Kê               | - Huỳnh Tấn Phát                      |
| Phong cách trình diễn ấn tượng nhất | - Thành phố Hồ Chí Minh – Nguyễn Yến Linh | - Cosmic Bloom           | - Andy Vo                             |
| Thiết kế quảng bá hiệu quả nhất     | - Vĩnh Long – Nguyễn Thị Thùy Vi          | - Vũ điệu Mayura         | - Thạch Thị Đa Ri                     |

### Giải thưởng phụ Best Social

#### Cosmo Best Face Award
| Kết quả     | Thí sinh |
| Chiến thắng | - Gia Lai – Hoàng Kim Ngân |
| Top 10      | - Ninh Bình – Lê Thu Hòa - Thành phố Hồ Chí Minh – Nguyễn Yến Linh - Huế – Trương Quí Minh Nhàn - Bắc Ninh – Nguyễn Lê Hà Phương - Hà Nội – Đào Minh Tâm - Đà Nẵng – Nguyễn Bùi Uyên Thảo - Đắk Lắk – Đinh Thị Triều Tiên - Nghệ An – Nguyễn Thị Quỳnh Trang - Cà Mau – Đoàn Ngọc Trân |

#### Cosmo Best Body Award
| Kết quả     | Thí sinh |
| Chiến thắng | - Vĩnh Long – Nguyễn Thị Thùy Vi |
| Top 10      | - Hải Phòng – Mai Anh - Đà Nẵng – Ngô Thị Mỹ Hải - Cần Thơ – Nguyễn Phạm Thiên Kim - Gia Lai – Hoàng Kim Ngân - Tây Ninh – Bùi Hạnh Nguyên - Huế – Trương Quí Minh Nhàn - Đắk Lắk – Mlô H Senaivi - Thành phố Hồ Chí Minh – Phạm Huỳnh Thủy Tiên - Cà Mau – Đoàn Ngọc Trân |

#### Cosmo Best Smile Award
| Kết quả     | Thí sinh |
| ----------- | --- |
| Chiến thắng | - Phú Thọ – Đỗ Cẩm Ly |
| Top 10      | - Vĩnh Long – Hồ Nguyễn Huế Anh - Hải Phòng – Mai Anh - Nghệ An – Lê Khánh Chi - Huế – Trương Quí Minh Nhàn - Bắc Ninh – Nguyễn Lê Hà Phương - Đắk Lắk – Mlô H Senaivi - Hà Nội – Đào Minh Tâm - Nghệ An – Nguyễn Thị Quỳnh Trang - Vĩnh Long – Nguyễn Thị Thùy Vi |

### Miss Cosmo Vietnam 2025 Online Contest
| Kết quả     | Thí sinh |
| Chiến thắng | - Vĩnh Long – Nguyễn Thị Thùy Vi |
| Giải nhì    | - Đắk Lắk – Bùi Thị Thanh Thủy |
| Giải ba     | - Nghệ An – Lê Khánh Chi |
| Top 10      | - Tuyên Quang – Nông Thúy Hằng - Cần Thơ – Đặng Thanh Ngân - Quảng Ngãi – Huỳnh Ngọc Kim Ngân - Khánh Hòa – Phạm Thị Diễm Nhi - Đắk Lắk – Mlô H Senaivi - Đắk Lắk – Đinh Thị Triều Tiên - Thành phố Hồ Chí Minh – Phạm Huỳnh Thủy Tiên |

## Thí sinh tham gia
Có tổng cộng 45 thí sinh tham gia cuộc thi:
| SBD | Họ và tên thí sinh       | Năm sinh | Chiều cao | Quê quán              | Ghi chú                                                                     |
| --- | ------------------------ | -------- | --------- | --------------------- | --------------------------------------------------------------------------- |
| 283 | Hồ Nguyễn Huế Anh        | 2000     | 1,71 m    | Vĩnh Long             | Top 10                                                                      |
| 393 | Mai Anh                  | 1996     | 1,74 m    | Hải Phòng             | Top 10 Người đẹp Thể thao                                                   |
| 385 | Nguyễn Lan Anh           | 1998     | 1,75 m    | Bắc Ninh              | Top 20                                                                      |
| 294 | Nguyễn Thị Quỳnh Anh     | 2003     | 1,70 m    | Hải Phòng             |                                                                             |
| 100 | Nguyễn Thị Trâm Anh      | 1998     | 1,67 m    | Thanh Hóa             |                                                                             |
| 290 | Lê Khánh Chi             | 2005     | 1,73 m    | Nghệ An               |                                                                             |
| 195 | Lê Kim Quế Đan           | 2000     | 1,68 m    | Đồng Nai              |                                                                             |
| 091 | Nguyễn Hương Giang       | 2004     | 1,67 m    | Lào Cai               |                                                                             |
| 377 | Nguyễn Ngọc Hương Giang  | 2002     | 1,67 m    | Huế                   |                                                                             |
| 275 | Nguyễn Thu Hà            | 2006     | 1,73 m    | Bắc Ninh              | Người đẹp Bản lĩnh                                                          |
| 477 | Phạm Phan Y Hạ           | 2000     | 1,83 m    | Quảng Ngãi            |                                                                             |
| 279 | Ngô Thị Mỹ Hải           | 1994     | 1,70 m    | Đà Nẵng               | Top 10                                                                      |
| 387 | Đoàn Thị Ngọc Hân        | 2004     | 1,76 m    | Đồng Tháp             |                                                                             |
| 488 | Bùi Thị Thục Hiền        | 2000     | 1,69 m    | Quảng Ngãi            |                                                                             |
| 291 | Lê Thu Hòa               | 1998     | 1,73 m    | Ninh Bình             | Top 10 Người đẹp được yêu thích nhất                                        |
| 486 | Phạm Thị Minh Huệ        | 1999     | 1,82 m    | Hải Phòng             | Người đẹp Thân thiện                                                        |
| 284 | Nguyễn Phạm Thiên Kim    | 2005     | 1,69 m    | Cần Thơ               |                                                                             |
| 489 | Bùi Thị Linh             | 2006     | 1,69 m    | Hưng Yên              | Top 20                                                                      |
| 383 | Nguyễn Hoàng Phương Linh | 1999     | 1,75 m    | Thành phố Hồ Chí Minh | Hoa hậu Hoàn vũ Việt Nam 2025 Thắng thử thách Cosmo Camp                    |
| 187 | Nguyễn Yến Linh          | 1992     | 1,67 m    | Thành phố Hồ Chí Minh |                                                                             |
| 376 | Đỗ Cẩm Ly                | 2003     | 1,73 m    | Phú Thọ               | Á hậu Cosmo Best Smile Award                                                |
| 183 | Hoàng Kim Ngân           | 2001     | 1,71 m    | Gia Lai               | Top 5 Cosmo Best Face Award Người đẹp Ảnh                                   |
| 392 | Huỳnh Ngọc Kim Ngân      | 2005     | 1,77 m    | Quảng Ngãi            | Top 20                                                                      |
| 379 | Phạm Thị Kim Ngân        | 2004     | 1,74 m    | Đồng Nai              |                                                                             |
| 476 | Bùi Hạnh Nguyên          | 1997     | 1,82 m    | Tây Ninh              |                                                                             |
| 299 | Trương Quí Minh Nhàn     | 2001     | 1,72 m    | Huế                   | Top 5 Người đẹp Truyền thông                                                |
| 175 | Phạm Thị Diễm Nhi        | 1996     | 1,66 m    | Khánh Hòa             | Top 20                                                                      |
| 278 | Nguyễn Lê Hà Phương      | 2005     | 1,70 m    | Bắc Ninh              |                                                                             |
| 088 | Trần Hoàng Anh Phương    | 1996     | 1,68 m    | Hà Nội                |                                                                             |
| 176 | Mlô H Senaivi            | 2001     | 1,67 m    | Đắk Lắk               |                                                                             |
| 097 | Đào Minh Tâm             | 2002     | 1,67 m    | Hà Nội                | Top 20 Cosmo Social Ambassador Award                                        |
| 381 | Mai Dạ Thảo              | 2003     | 1,75 m    | Cần Thơ               | Top 20                                                                      |
| 280 | Nguyễn Bùi Uyên Thảo     | 1999     | 1,70 m    | Đà Nẵng               | Top 20                                                                      |
| 395 | Nguyễn Thị Thu Thảo      | 1994     | 1,77 m    | Lâm Đồng              | Rút lui trước đêm bán kết vì lý do cá nhân                                  |
| 375 | Nguyễn Thị Thu           | 2002     | 1,74 m    | Hưng Yên              |                                                                             |
| 391 | Đinh Thị Triều Tiên      | 1998     | 1,75 m    | Đắk Lắk               | Top 20                                                                      |
| 478 | Phạm Huỳnh Thủy Tiên     | 1995     | 1,80 m    | Thành phố Hồ Chí Minh | Top 10 Người đẹp Tài năng                                                   |
| 298 | Võ Trương Hà Tiên        | 2002     | 1,75 m    | Thành phố Hồ Chí Minh |                                                                             |
| 096 | Bùi Thị Thu Trang        | 1995     | 1,70 m    | Hà Nội                |                                                                             |
| 092 | Nguyễn Thị Quỳnh Trang   | 2000     | 1,70 m    | Nghệ An               | Top 20                                                                      |
| 483 | Trương Thị Thùy Trang    | 2000     | 1,73 m    | Cần Thơ               | Rút lui trước đêm bán kết vì lý do cá nhân                                  |
| 398 | Đoàn Ngọc Trân           | 2001     | 1,74 m    | Cà Mau                | Người đẹp Áo Dài                                                            |
| 482 | Nguyễn Đặng Thanh Tuyền  | 2001     | 1,77 m    | Thành phố Hồ Chí Minh | Top 20 Người đẹp Thời trang                                                 |
| 378 | Nguyễn Thị Thùy Vi       | 2000     | 1,72 m    | Vĩnh Long             | Top 5 Cosmo Best Body Award Chiến thắng Photo Online Contest Người đẹp Biển |
| 094 | Vương Tú Vy              | 2001     | 1,67 m    | Cần Thơ               |                                                                             |

## Thông tin thí sinh
- Nguyễn Hoàng Phương Linh: Đại diện Việt Nam dự thi Hoa hậu Hoàn vũ Quốc tế 2025.
- Trương Quí Minh Nhàn: Á khôi 1 Đại sứ sinh viên Đại học Đà Nẵng - Miss & Mr UD 2022, Top 25 Hoa hậu Việt Nam Thời đại 2022, Á hậu 2 Hoa hậu Hòa bình Việt Nam 2023 cùng giải phụ Top 16 Người đẹp truyền cảm hứng.
- Nguyễn Thị Thùy Vi: Top 10 Hoa hậu Du lịch Việt Nam Toàn cầu 2021, Top 42 Hoa hậu Thể thao Việt Nam 2022, Top 55 Hoa hậu Hòa bình Việt Nam 2022 cùng giải phụ Top 18 We are Diamond by Diamond Fitness Center, Top 10 Hoa hậu Hòa bình Việt Nam 2023 cùng giải phụ (Miss Popular Vote, Best in Swimsuit (Fan Vote), Top 5 Best in Swimsuit, Top 15 Best Hair Improvement by NH23), Đăng quang Hoa hậu tại cuộc thi Hoa hậu và Nam vương Thần tượng Việt Nam 2024, Giám đốc bản quyền Hoa hậu Hoàn vũ Việt Nam tỉnh Vĩnh Long.
- Hoàng Kim Ngân: Tham gia Hoa hậu Thế giới Việt Nam 2019 và dừng chân sau vòng Chung khảo phía Bắc, Top 45 Hoa hậu Hoàn vũ Việt Nam 2019, Top 13 The Face Vietnam 2023 - team Anh Thư, đăng ký tham gia Hoa hậu Hoàn vũ Việt Nam 2023 nhưng rút lui trước vòng sơ khảo vì lý do cá nhân. Có chị gái là Hoàng Minh Trang tham gia Hoa khôi Áo dài Việt Nam 2014 và dừng chân sau vòng sơ khảo, tham gia Hoa hậu Thế giới Việt Nam 2019 và dừng chân sau vòng Chung khảo phía Bắc, lọt Top 60 Hoa hậu Hoàn vũ Việt Nam 2019.
- Mai Anh: Top 45 Hoa hậu Hoàn vũ Việt Nam 2017 cùng giải phụ Top 8 Best Interview, Top 30 Siêu mẫu Việt Nam 2018, tham gia Hoa hậu Hòa bình Việt Nam 2022 và dừng chân sau vòng Sơ khảo.
- Lê Thu Hòa: Top 60 Hoa hậu Hoàn vũ Việt Nam 2019, Top 41 Hoa hậu Hoàn vũ Việt Nam 2022, hiện đang là Biên tập viên tại Đài Phát thanh – Truyền hình Hà Nội.
- Phạm Huỳnh Thủy Tiên: Hoa hậu Châu Á tại Australia 2016.
- Ngô Thị Mỹ Hải: Top 5 Nữ sinh viên Việt Nam duyên dáng 2014, Top 8 Duyên dáng Bolero 2019, Á khôi 2 Hoa khôi Du lịch Việt Nam 2020, Top 8 Én Vàng Nghệ sĩ 2022.
- Hồ Nguyễn Huế Anh: Top 48 Hoa hậu Hòa bình Việt Nam 2023 cùng giải phụ Top 10 Best Hair Improvement by NH23.
- Nguyễn Lan Anh: Top 45 Hoa hậu Hoàn vũ Việt Nam 2019, Hoa khôi Đại học Sân khấu Điện ảnh TP Hồ Chí Minh 2021, Top 10 Hoa hậu các Dân tộc Việt Nam 2022, tham gia Miss Universe Vietnam 2023 và dừng chân sau vòng sơ khảo.
- Đinh Thị Triều Tiên: Á khôi 1 Nét đẹp Sinh viên Văn Hiến lần IV 2016, Giải Nhì Duyên Dáng Vịnh Xuân Dài 2017 cùng giải phụ "Áo dài truyền thống đẹp nhất", Á khôi 2 Hoa khôi Sinh viên Việt Nam 2017, Top 44 Hoa hậu Việt Nam 2018, Top 10 Miss Universe Vietnam 2024.
- Nguyễn Thị Quỳnh Trang: Top 15 Hoa hậu các Dân tộc Việt Nam 2022 cùng giải phụ Người đẹp Du lịch, Top 55 Hoa hậu Hòa bình Việt Nam 2022, Top 11 Hoa hậu Trái Đất Việt Nam 2023 - team Hà Thu, Top 16 Hoa hậu Hoàn vũ Việt Nam 2023 cùng giải phụ (Top 10 Best Smile, Top 10 Best Face, Top 15 Best Catwalk, Top 15 Miss Purité).
- Phạm Thị Diễm Nhi: Top 20 Hoa hậu Bản sắc Việt Toàn cầu 2016, Top 10 Hoa khôi Phụ nữ Việt Nam qua ảnh 2017, Top 10 Hoa hậu Du lịch Toàn Thế giới 2018 cùng giải phụ Best in Evening Gown.
- Nguyễn Đặng Thanh Tuyền: Top 21 The New Mentor 2023 - team Hồ Ngọc Hà.
- Mai Dạ Thảo: Top 30 Vietnam's Next Top Model Online 2024.
- Bùi Thị Thục Hiền: Top 10 Hoa hậu Sinh thái Việt Nam 2022, Top 55 Hoa hậu Hòa bình Việt Nam 2022 cùng giải phụ Top 18 Người đẹp truyền cảm hứng, Top 15 Hoa hậu Hòa bình Việt Nam 2023 cùng giải phụ (Best Catwalk, Top 5 Miss Fashion).
- Phạm Thị Minh Huệ: Top 71 Hoa hậu Hoàn vũ Việt Nam 2022, Top 48 Hoa hậu Hòa bình Việt Nam 2023 cùng giải phụ Top 16 Người đẹp truyền cảm hứng, đăng ký dự thi Hoa hậu Hoàn vũ Việt Nam 2023 nhưng rút lui trước vòng sơ khảo vì lý do cá nhân.
- Bùi Hạnh Nguyên: Top 36 Hoa hậu Trái Đất Việt Nam 2023 - team Hà Thu, Top 59 Hoa hậu Hoàn vũ Việt Nam 2023, Top 29 Miss Universe Vietnam 2024.
- Nguyễn Phạm Thiên Kim: Top 10 Hoa hậu Hòa bình Việt Nam 2024 cùng giải phụ (Best Seller Award, Top 6 Ấn tượng).
- Lê Kim Quế Đan: Top 29 Miss Universe Vietnam 2024.
- Trần Hoàng Anh Phương: Con gái NSND Trần Nhượng, Top 10 Hoa hậu Du lịch Việt Nam Toàn cầu 2021, Top 55 Hoa hậu Hòa bình Việt Nam 2022 nhưng rút lui trước đêm bán kết vì lý do cá nhân.
- Nguyễn Thị Thu Thảo: Top 16 Miss Universe Vietnam 2024.
- Nguyễn Yến Linh: Top 29 Miss Universe Vietnam 2024.
- Nguyễn Hương Giang: Á khôi 1 Nét đẹp sinh viên Đại học Tôn Đức Thắng 2023.
- Phạm Phan Y Hạ: Quán quân The Next Face Vietnam 2021 - team Lương Thùy Linh.
- Trương Thị Thùy Trang: Top 20 Hoa hậu Trái Đất Việt Nam 2023, Đăng quang Miss Celebrity Vietnam 2024 cùng giải phụ Best in Swimsuit, Top 15 Hoa hậu Siêu sao Quốc tế cùng giải phụ (Best Voice to The World, Best in National Costume, Top 3 Miss Eco Costume).
- Mlô H Senaivi: Top 35 Hoa hậu Hòa bình Việt Nam 2025.
- Vương Tú Vy: Top 30 Hoa khôi Du lịch Việt Nam 2020, Top 30 Vòng Chung khảo phía Nam Hoa hậu các Dân tộc Việt Nam 2022.
- Đoàn Thị Ngọc Hân: Á khôi 1 Duyên dáng Ngoại thương 2023.
- Phạm Thị Kim Ngân: Á khôi Miss & Mister FPT Polytechnic 2023.
- Võ Trương Hà Tiên: Top 12 Miss & Mister sinh viên STU 2025.

## Dự thi quốc tế
| Cuộc thi                          | Tên                      | Danh hiệu        | Thứ hạng  | Giải thưởng đặc biệt                                                    |
| --------------------------------- | ------------------------ | ---------------- | --------- | ----------------------------------------------------------------------- |
| Miss Asia 2016                    | Phạm Huỳnh Thủy Tiên     | Top 10           | Miss Asia | Không                                                                   |
| Miss Celebrity International 2024 | Trương Thị Thùy Trang    | Top 45 (Rút lui) | Top 20    | Best Voice to The World Best in National Costume Top 3 Miss Eco Costume |
| Miss Cosmo 2025                   | Nguyễn Hoàng Phương Linh | Hoa hậu          | TBA       | TBA                                                                     |